# Zlatnik (Višegrad, BiH)
Zlatnik je naseljeno mjesto u općini Višegrad, Republika Srpska, BiH.

## Stanovništvo
Nacionalni sastav stanovništva u 1991. godini:
| Narod     | Broj stanovnika |
| --------- | --------------- |
| Muslimani | 26              |
| Ukupno    | 26              |